# Teorema de Girsanov

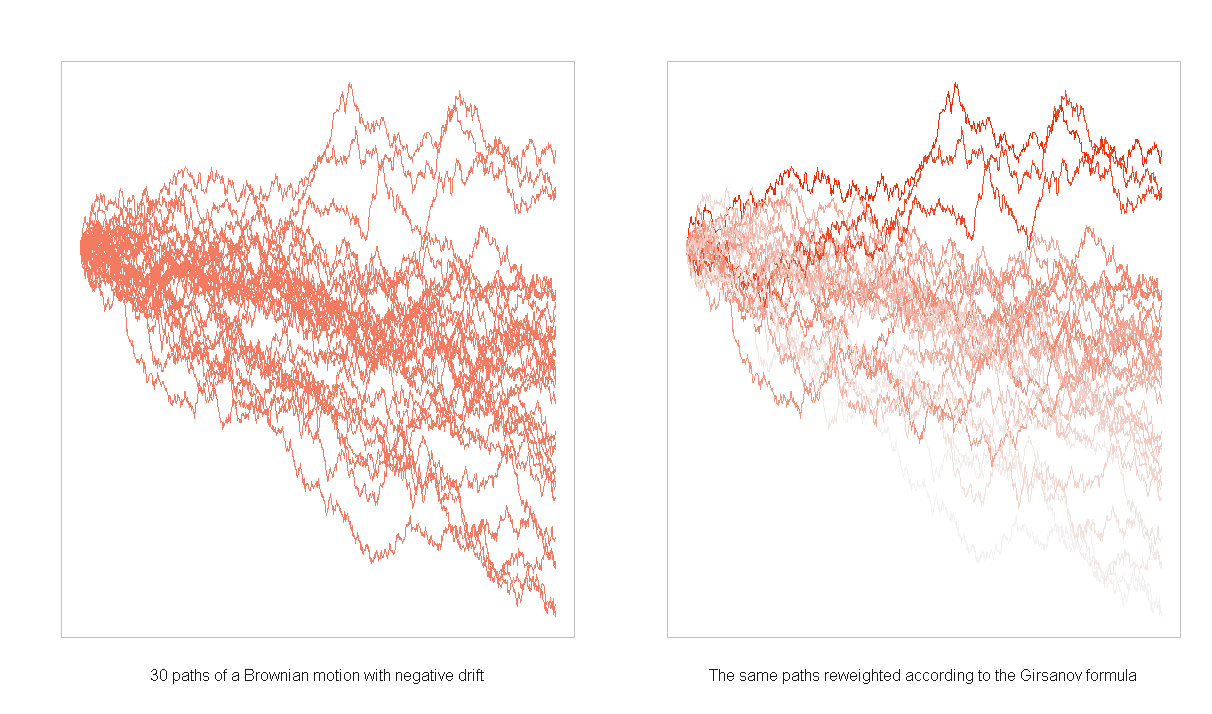
Visualização do teorema de Girsanov. O lado esquerdo mostra um processo de Wiener negativo; do lado direito, cada etapa do processo está colorido de acordo com a probabilidade na medida Q. A densidade de transformação de P a Q é dada pelo teorema de Girsanov.

Na teoria da probabilidade, o teorema de Girsanov (em nome de Igor Vladimirovich Girsanov) descreve como a dinâmica de processos estocásticos muda quando o a medida original é alterada para uma medida da probabilidade equivalente.:607 O teorema é especialmente importante na teoria da matemática financeira, na medida em que converte a probabilidade de uma medida física que descreve a probabilidade de que um ativo subjacente (como um preço ou uma taxa de juros) ter um determinado valor ou valores em uma medida de risco-neutro, uma uma ferramenta muito útil para o cálculo de preços derivados do subjacente.

## História
Resultados deste tipo foram pela primeira vez demonstrados por Cameron–Martin na década de 1940 e por Girsanov, em 1960. Eles foram, posteriormente, estendido para  classes mais gerais de processo que culminaram na forma geral de Lenglart (1977).

## Significado
O teorema de Girsanov é importante na teoria geral de processos estocásticos, pois permite que o resultado-chave de que se Q é uma medida absolutamente contínua com respeito a P , então, todo P-semimartingale é um Q-semimartingale.

## Demonstração do teorema
Apresentamos o teorema primeiro para o caso especial quando o processo estocástico subjacente é um processo de Wiener. Este caso especial é suficiente para preços de risco-neutro no modelo de Black-Scholes e em muitos outros modelos (por exemplo, modelos contínuos).
Deixe {\displaystyle \{W_{t}\}} ser um processo de Wiener espaço de probabilidade Wiener {\displaystyle \{\Omega ,{\mathcal {F}},P\}}. Deixe {\displaystyle X_{t}} ser um processo adaptado mensurável para a filtragem natural do processo de Wiener{\displaystyle \{{\mathcal {F}}_{t}^{W}\}} com {\displaystyle X_{0}=0}.
Defina o exponencial Doléans {\displaystyle {\mathcal {E}}(X)_{t}} de X com respeito a W
{\displaystyle {\mathcal {E}}(X)_{t}=\exp \left(X_{t}-{\frac {1}{2}}[X]_{t}\right),}
Se {\displaystyle {\mathcal {E}}(X)_{t}} é um martingale estritamente positivo, uma medida de probabilidade Q pode ser definida em {\displaystyle \{\Omega ,{\mathcal {F}}\}} de tal forma a termos um derivativo de de Radon–Nikodym
{\displaystyle {\frac {dQ}{dP}}|_{{\mathcal {F}}_{t}}={\mathcal {E}}(X)_{t}}
Em seguida, para cada t a medida Q restrita para os campos sigma não aumentados  {\displaystyle {\mathcal {F}}_{t}^{W}} é equivalente a P restrito a {\displaystyle {\mathcal {F}}_{t}^{W}}. Além disso, se Y é um local de martingale em P, então o processo
{\displaystyle {\tilde {Y}}_{t}=Y_{t}-\left[Y,X\right]_{t}}
é um Q local de martingale no espaço de probabilidade filtrado {\displaystyle \{\Omega ,F,Q,\{F_{t}^{W}\}\}}.